# Université nationale de Trujillo
L’université nationale de Trujillo (en espagnol : Universidad Nacional de Trujillo), connue également sous le sigle UNT, est une université publique péruvienne qui a son siège dans la ville de Trujillo.

## Histoire
L’université nationale de Trujillo fut fondée le 10 mai 1824 par décret du général Simón Bolívar. En 1831, Don Carlos Pedemonte y Talavera devient le premier recteur de l’université.
Les premières installations de l’université se trouvaient dans une école fondée par les évêques El Salvador. À ses débuts, l’UNT n’offraient que des cours de théologie dogmatique et éthique, canons et lois, anatomie et médecine, philosophie et mathématiques. Les premiers grades conférés par l’UNT étaient ceux de bachelier, maître et docteur ès lois et canons sacrés. Ce n’est qu’à partir de 1861 que l’université adopte le système de facultés. Dans les années suivantes, l’UNT accueillera une grande quantité d’élèves remarquables, dont le grand poète César Vallejo en 1916 et le philosophe politique Antenor Orrego en 1928.
Depuis 2006, l’UNT compte 15 000 étudiants inscrits et son recteur est Orlando Velásquez Benites. Actuellement, elle est la septième université par nombre d’étudiants selon un classement universitaire au Pérou.

## Facultés et écoles professionnelles
L’université nationale de Trujillo comprend actuellement 12 facultés, 37 écoles professionnelles, une école de Post-Gradués, un institut de Langues, un lycée d’études pré-universitaires (CEPUNT) et un établissement scolaire nommé d’après Rafael Narváez Cadenillas. Voici une liste exhaustive des facultés et écoles professionnelles de l’UNT :

### Faculté de sciences biologiques
- École de biologie
- École de pisciculture
- École de microbiologie et parasitologie

### Faculté de pharmacie et biochimie
- École de pharmacie et biochimie

### Faculté d’éducation et sciences de la communication
- École d’éducation maternelle
- École d’éducation élémentaire
- École d’éducation secondaire
- École de sciences de la communication

### Faculté de médecine
- École de médecine
- École de stomatologie

### Faculté de sciences humaines
- École d’anthropologie
- École d’archéologie
- École d’assistance sociale
- École de tourisme
- École d’histoire (depuis 2007)

### Faculté de sciences physiques et mathématiques
- École de statistique
- École de physique
- École de mathématiques
- École d’informatique

### Faculté de sciences économiques
- École d’administration
- École de comptabilité
- École d’économie

### Faculté de droit et sciences politiques
- École de droit

### Faculté de génie
- École de génie industriel
- École de génie mécanique
- École de génie métallurgique
- École de génie des matériaux
- École de génie informatique
- École de génie minier
- École de génie mécatronique (depuis 2007)

### Faculté de génie chimique
- École de génie chimique
- École de génie environnementale (depuis 2007)

### Faculté de sciences infirmières
- École de soins infirmiers

### Faculté de sciences agricoles et animalières
- École de l’agro-industrie
- École de l’agricole
- École d’agronomie
- École de zootechnie